# Zumbrota (Minnesota)
Zumbrota – miasto w Stanach Zjednoczonych, w stanie Minnesota, w hrabstwie Goodhue.